# Ecnomios stenosoma
Ecnomios stenosoma är en stekelart som beskrevs av Austin och Robert A.Wharton 1992. Ecnomios stenosoma ingår i släktet Ecnomios och familjen bracksteklar. Inga underarter finns listade i Catalogue of Life.